# Чжан Хун
Чжан Хун (кит.: 张虹; нар. 12 квітня 1988, Хейлунцзян, Китай) — китайська ковзанярка. Чемпіонка зимових Олімпійських ігор 2014 року на дистанції 1000 м.